# Liolaemus ceii
Liolaemus ceii är en ödleart som beskrevs av  Donoso-barros 1971. Liolaemus ceii ingår i släktet Liolaemus och familjen Tropiduridae. Inga underarter finns listade i Catalogue of Life.